# Schloss Hausen (Neu-Ulm)
Das Schloss Hausen steht in Hausen in Neu-Ulm  im bayerischen Regierungsbezirk Schwaben.

## Baugeschichte
Das Schloss ist ein ehemaliger Ulmer Patriziersitz, ein zweigeschossiges Schloss mit Mansarddach.
Das ursprüngliche von dem Ulmer Patrizier Roth um 1573 erbaute Schloss Hausen wurde später abgebrochen. Der Bürgermeister der Reichsstadt Ulm C. H. Besserer war der Grundherr und Erbauer des 1768 erstellten heutigen Hauptbaus. Es brannte 1923 aus und wurde 1924 durch Julius Schulte-Frohlinde wieder aufgebaut.
Das Gebäude steht unter der Aktennummer D-7-75-135-66 unter Denkmalschutz, ebenso wie der zugehörige Park im englischen Stil aus dem 19. Jahrhundert nördlich und westlich des Schlosses und ein querrechteckiger Pavillon von um 1768 mit Walmdach.